# Kimberly Birrell
Kimberly Birrell (født 29. april 1998 i Düsseldorf, Tyskland) er en professionel tennisspiller fra Australien.